# KSK Music Open

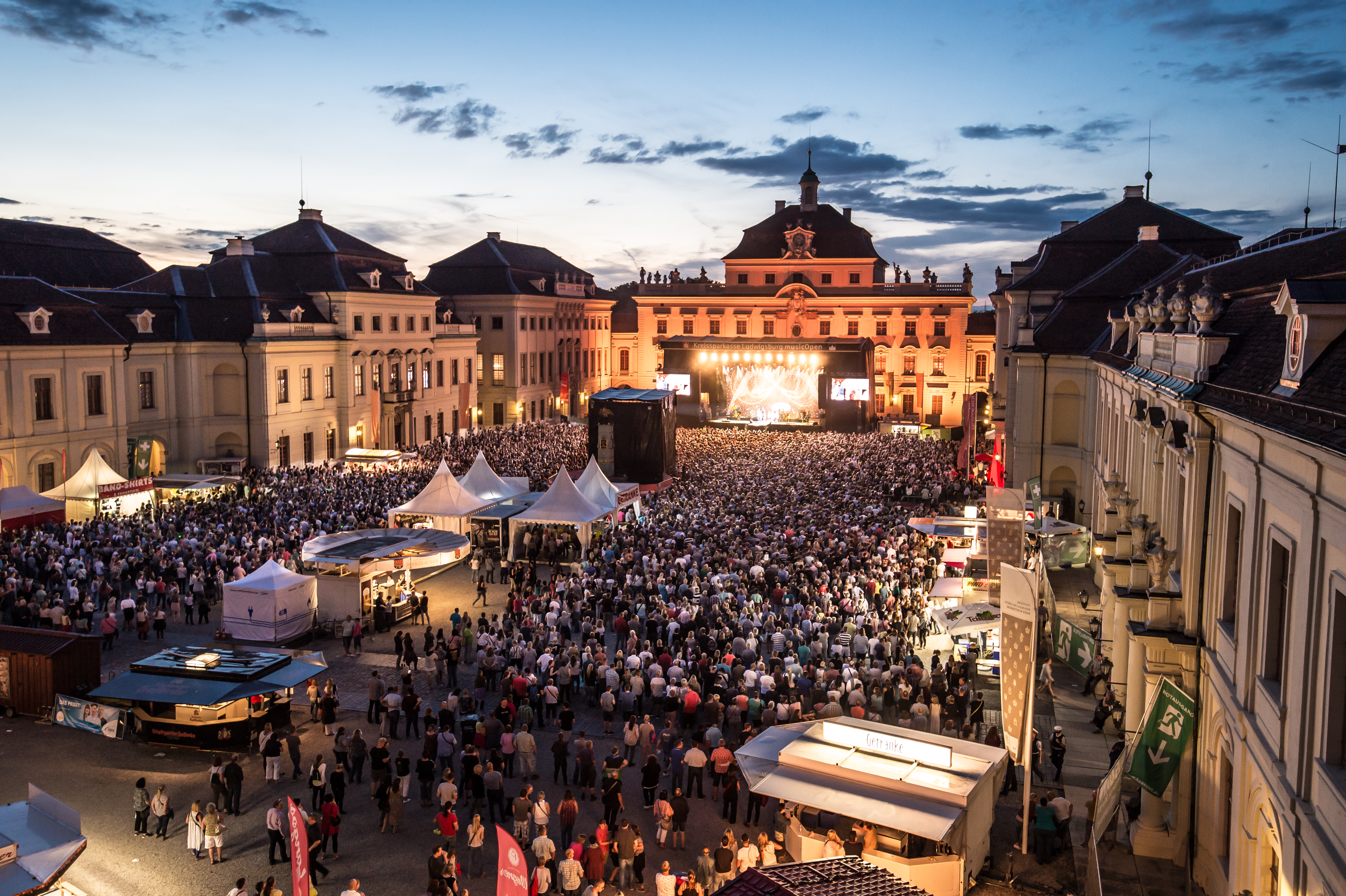
Revolverheld im August 2016

Das KSK Music Open (Alternativschreibweise: Kreissparkasse Ludwigsburg musicOpen) ist eine seit 2010 jährlich wiederkehrende Open-Air-Konzertreihe, die jährlich eine große Anzahl Besucher in den mittleren Schlosshof des Ludwigsburger Residenzschlosses zieht.
Der Veranstalter, die Eventstifter GmbH, möchte ein breites Publikum erreichen und bietet ein Programm mit verschiedenen Musikrichtungen, wie Pop, Rock, Metal, Klassik und Schlager.
In den ersten Jahren fanden zwischen zwei und vier Konzerte im Rahmen der KSK music open statt, im Laufe der Jahre stieg die Anzahl auf sechs Hauptkonzerte. Somit stiegen auch die Besucherzahlen: 2010 verzeichnete das Festival rund 15.400 Besucher, 2014 waren es 27.600 Besucher, das Jahr 2016 stellte den Rekord von 40.000 Musikbegeisterten auf.

## Geschichte
Die KSK music open wurden von der Eventstifter GmbH mit Sitz in Ludwigsburg 2010 ins Leben gerufen und verzeichneten mit Jan Delay, Culcha Candela, VanessaMae und Udo Jürgens, direkt einen großen Erfolg. Seitdem finden die KSK music open jährlich im Zeitraum der letzten Juli-Woche und der ersten August-Woche statt.
2011 fand der Veranstalter, nach eigenen Angaben, nicht genügend hochkarätige Künstler, die dem im Vorjahr definierten Qualitätsanspruch gerecht geworden wären.
Ab 2012 startete die Konzertreihe unter anderem mit Clueso, Teddy Comedy und Max Raabe durch, und versuchte fortan sich jedes Jahr zu steigern. So folgten in den nächsten Jahren mehrere Top-Acts wie Casper, Sunrise Avenue, Pur, Sido, Kollegah, Silbermond, Andreas Bourani, Yvonne Catterfeld uvm.

## Gelände
Das KSK music open findet in einer der größten Barockanlagen Deutschlands, im Schlosshof des Ludwigsburger Residenzschlosses statt.

## Besucher
Die Besucherzahlen haben sich zwischen den Jahren 2012 und 2016 erhöht, was neben der Anzahl der Konzerte auch an der Art liegt. Im Jahr 2013 waren es drei Konzerte, wohingegen im Jahr 2017 sechs Konzerte stattgefunden haben. Zudem weisen bestuhlte Konzerte eine Kapazität von knapp 5.000 Besucher auf, im Gegensatz zu den unbestuhlten Konzerten die bis zu 10.000 Besucher fassen können.

## Künstler

### 2010
- Culcha Candela
- Jan Delay und Disco No1
- Vanessa-Mae
- Udo Jürgens

### 2011
Für 2011 wurden laut Veranstalter nicht genügend hochkarätige Künstler gefunden.

### 2012
- Clueso / Max Prosa
- Dick Brave & The Blackbeats
- Teddy Comedy
- Max Raabe & Palastorchester

### 2013
- Philipp Poisel / AlinCoenBand
- Unheilig / F.R.E.I / Roland Bless

### 2014
- Max Herre / Fetsum
- In Extremo, Saltatio Mortis & Fiddler’s Green
- Nabucco
- Andreas Gabalier

### 2015
- Casper / Bosse / Zugezogen Maskulin
- Eisbrecher / Schandmaul / Russkaja / Feuerschwanz
- Gregor Meyle / Mark Forster / Stefanie Heinzmann / Tiemo Hauer
- LaBrassBanda
- Sunrise Avenue

### 2016
2016 verzeichnete das Festival 40.000 Besucher, was einer Rekordbesucherzahl entspricht. Alleine PUR und Dieter Thomas Kuhn haben im Schlosshof vor 10.000 Leuten gespielt. ZAZ hatte 6000 Besucher und die Band Revolverheld 7000 Besucher.
- PUR / Die Füenf
- ZAZ / Radio Doria
- The Atomic Brick Orchestra - Pink Floyd’s The Wall
- Dieter Thomas Kuhn & Band
- Revolverheld / Benne
- Sido, Kollegah & Kool Savas

### 2017
- Silbermond / Mister Me
- Dieter Thomas Kuhn
- Sabaton / Stahlzeit / Equilibrium / Leaves’ Eyes
- Die Nacht der Musicals
- LaBrassBanda / Moop Mama
- Andreas Bourani / Yvonne Catterfeld

### 2018
- Scorpions
- Dieter Thomas Kuhn
- James Blunt
- Joan Baez
- Die Sommernacht der Opernstars (Vittorio Grigolo, Aida Garifullina)
- Freundeskreis

### 2019
- Michael Patrick Kelly
- Die 90er live Open Air Ludwigsburg
- Festival Edition (Käptn Peng & Die Tentakel von Delphi, Von Wegen Lisbeth, Mighty Oaks, Das Lumpenpack)
- Gregory Porter
- Tom Jones